# Camarilla de Zhili
La camarilla de Zhili fue una agrupación informal de militares y políticos chinos de principios de la República de China que controló temporalmente el gobierno en lucha con otras facciones político-militares en lo que se conoce como época de los caudillos militares en China. 

## Antecedentes
Las camarillas surgieron principalmente de las nuevas unidades militares creadas por encargo imperial por Yuan Shikai a comienzos del siglo XX. Tras la muerte de este en 1916 pasaron al primer plano de la política china, creándose la camarilla de Zhili (llamada así por el origen de la mayoría de sus miembros) en torno a la figura de Feng Guozhang, uno de los «discípulos» de Yuan. Este, graduado de la Academia Militar de Beiyang, había dirigido la sección de instrucción en Hsiaochan, mientras que su futuro rival Duan Qirui —fundador de la camarilla de Anhui— mandaba la sección de artillería.
Feng, a diferencia de Duan, no tenía su talento para forjar seguidores, sino simplemente asociados temporales por un interés común pasajero. Sin embargo, como gobernador de Jiangsu entre 1913 y 1917 y más tarde presidente de la república (1917-1918), Feng había logrado crearse una base de poder en las provincias del Yanzi y en la capital. Esta mezcla de civiles y militares formó la camarilla.

## Características

### Fines
La camarilla consistía, como el resto de las de su especie en la época, en una agrupación de comandantes militares unidos por la defensa de sus intereses comunes. Las diferencias en las relaciones entre los miembros de la camarilla y las ventajas obtenidas por cada uno de ellos en los diferentes enfrentamientos producían a menudo disensiones que debilitaban la organización y hacían que la lealtad al grupo de algunos de ellos no fuese siempre segura. Además de los comandantes militares, principal fracción del grupo, existía una parte civil, menos importante.
El objetivo de la agrupación, como el de las demás, era la obtención y la conservación del máximo poder en el país.

### Base de poder
La base territorial de la agrupación, cuyo nombre provenía de la provincia de Zhili donde se encontraba la capital del país, Pekín (pinyin, Beijing), se encontraba en las provincias a lo largo del río Yangtsé. El número de provincias que controló la camarilla fluctuó con el tiempo, pero la provincia de la capital se encontró prácticamente durante todo el periodo bajo su control.

### Estructura
La camarilla tenía una estructura similar al clan tradicional chino (pinyin, zu), agrupación familiar típica de las familias acomodadas del centro y del sur de China.
Fundamental en la estructura de la camarilla era la posibilidad de ganar poder y el sistema de recompensas a la participación de los miembros en los enfrentamientos con los rivales: a mayor recompensa y perspectivas de aumentar su poder, mayor era el interés de un caudillo de participar en una contienda. Las recompensas más buscadas por los militares de la camarilla eran el aumento del territorio bajo su control, el cargo de gobernador militar de una provincia (en chino, 督軍; pinyin, dū jūn; Wade-Giles, Tuchun) o ciertos cargos, escasos, como el de presidente de la república o inspector de provincia, que conllevaban poder. La obtención de una recompensa mayor o menor en la camarilla en la época de Cao Kun o Wu Peifu dependía de la cercanía del caudillo a estos. Como la camarilla no alcanzó el poder hasta 1921 y tuvo un control parcial de este hasta 1923, hasta esta fecha solo los militares más cercanos a los dos dirigentes principales recibieron el control de las provincias dirigidas por la camarilla, complicándose el mantenimiento de la lealtad de los miembros de la periferia de la organización, a menudo militares competentes y ambiciosos. Lo habitual fue asignar a estos elementos, turbulentos, a zonas disputadas con otras camarillas de manera que se forjasen su propia base de poder compitiendo con rivales externos al grupo, a la vez que ampliaban la zona controlada por este.
A pesar de su parecido a la estructura jerárquica patriarcal del clan chino, la organización se caracterizó principalmente por tratarse de una alianza de conveniencia de sus miembros, que buscaban el aumento de su poder. En caso de conflicto de intereses entre los militares la falta de un dirigente indiscutible en la camarilla hacía que la lealtad de los miembros a la misma fuese dudosa o incluso les hiciese cambiar de bando. Esto también hacía que el potencial militar del grupo fuese más aparente que real, ya que la fidelidad de parte de las tropas, dependientes de los miembros menos leales a la camarilla, nunca se podía asegurar.
|                 |                 |                 |                 |                 |                 |             |             |                        |                        |                        |                        |                        |                        |              |              |              |              |              |              |              |              |  |  |              |              |              |              |              |              |  |  | Yuan Shikai          |                      |                      |                      |                      |                      |  |  |             |             |             |             |             |             |  |  |               |               |               |               |               |               |  |  |               |               |               |               |               |               |  |  |                |                |                |                |                |                |  |  |                       |                       |                       |                       |                       |                       |  |  |             |             |             |             |                |                |                |                |                |                |             |             |             |             |  |  |                      |                      |                      |                      |                      |                      |               |               |               |               |            |            |            |            |  |  |  |  |  |  |  |  |  |  |  |  |  |  |  |  |  |  |  |  |  |  |  |  |  |  |  |  |  |  |  |  |  |  |  |  |  |  |  |  |  |  |  |  |  |  |  |  |  |  |  |  |  |  |  |  |  |  |  |  |  |  |
|                 |                 |                 |                 |                 |                 |             |             |                        |                        |                        |                        |                        |                        |              |              |              |              |              |              |              |              |  |  |              |              |              |              |              |              |  |  |                      |                      |                      |                      |                      |                      |  |  |             |             |             |             |             |             |  |  |               |               |               |               |               |               |  |  |               |               |               |               |               |               |  |  |                |                |                |                |                |                |  |  |                       |                       |                       |                       |                       |                       |  |  |             |             |             |             |                |                |                |                |                |                |             |             |             |             |  |  |                      |                      |                      |                      |                      |                      |               |               |               |               |            |            |            |            |  |  |  |  |  |  |  |  |  |  |  |  |  |  |  |  |  |  |  |  |  |  |  |  |  |  |  |  |  |  |  |  |  |  |  |  |  |  |  |  |  |  |  |  |  |  |  |  |  |  |  |  |  |  |  |  |  |  |  |  |  |  |
|                 |                 |                 |                 |                 |                 |             |             |                        |                        |                        |                        |                        |                        |              |              |              |              |              |              |              |              |  |  |              |              |              |              |              |              |  |  |                      |                      |                      |                      |                      |                      |  |  |             |             |             |             |             |             |  |  |               |               |               |               |               |               |  |  |               |               |               |               |               |               |  |  |                |                |                |                |                |                |  |  |                       |                       |                       |                       |                       |                       |  |  |             |             |             |             |                |                |                |                |                |                |             |             |             |             |  |  |                      |                      |                      |                      |                      |                      |               |               |               |               |            |            |            |            |  |  |  |  |  |  |  |  |  |  |  |  |  |  |  |  |  |  |  |  |  |  |  |  |  |  |  |  |  |  |  |  |  |  |  |  |  |  |  |  |  |  |  |  |  |  |  |  |  |  |  |  |  |  |  |  |  |  |  |  |  |  |
|                 |                 |                 |                 | Xu Shichang     | Xu Shichang     | Xu Shichang | Xu Shichang | Xu Shichang            | Xu Shichang            |                        |                        | Wang Shizhen           | Wang Shizhen           | Wang Shizhen | Wang Shizhen | Wang Shizhen | Wang Shizhen |              |              |              |              |  |  |              |              |              |              |              |              |  |  | Feng Guozhang 馮國璋 | Feng Guozhang 馮國璋 | Feng Guozhang 馮國璋 | Feng Guozhang 馮國璋 | Feng Guozhang 馮國璋 | Feng Guozhang 馮國璋 |  |  | Lu Jin      | Lu Jin      | Lu Jin      | Lu Jin      | Lu Jin      | Lu Jin      |  |  | Wang Dingzhen | Wang Dingzhen | Wang Dingzhen | Wang Dingzhen | Wang Dingzhen | Wang Dingzhen |  |  |               |               |               |               |               |               |  |  |                |                |                |                |                |                |  |  |                       |                       |                       |                       |                       |                       |  |  |             |             |             |             |                |                |                |                |                |                |             |             |             |             |  |  |                      |                      |                      |                      |                      |                      |               |               |               |               |            |            |            |            |  |  |  |  |  |  |  |  |  |  |  |  |  |  |  |  |  |  |  |  |  |  |  |  |  |  |  |  |  |  |  |  |  |  |  |  |  |  |  |  |  |  |  |  |  |  |  |  |  |  |  |  |  |  |  |  |  |  |  |  |  |  |
|                 |                 |                 |                 | Xu Shichang     | Xu Shichang     | Xu Shichang | Xu Shichang | Xu Shichang            | Xu Shichang            |                        |                        | Wang Shizhen           | Wang Shizhen           | Wang Shizhen | Wang Shizhen | Wang Shizhen | Wang Shizhen |              |              |              |              |  |  |              |              |              |              |              |              |  |  | Feng Guozhang 馮國璋 | Feng Guozhang 馮國璋 | Feng Guozhang 馮國璋 | Feng Guozhang 馮國璋 | Feng Guozhang 馮國璋 | Feng Guozhang 馮國璋 |  |  | Lu Jin      | Lu Jin      | Lu Jin      | Lu Jin      | Lu Jin      | Lu Jin      |  |  | Wang Dingzhen | Wang Dingzhen | Wang Dingzhen | Wang Dingzhen | Wang Dingzhen | Wang Dingzhen |  |  |               |               |               |               |               |               |  |  |                |                |                |                |                |                |  |  |                       |                       |                       |                       |                       |                       |  |  |             |             |             |             |                |                |                |                |                |                |             |             |             |             |  |  |                      |                      |                      |                      |                      |                      |               |               |               |               |            |            |            |            |  |  |  |  |  |  |  |  |  |  |  |  |  |  |  |  |  |  |  |  |  |  |  |  |  |  |  |  |  |  |  |  |  |  |  |  |  |  |  |  |  |  |  |  |  |  |  |  |  |  |  |  |  |  |  |  |  |  |  |  |  |  |
|                 |                 |                 |                 |                 |                 |             |             |                        |                        |                        |                        |                        |                        |              |              |              |              |              |              |              |              |  |  |              |              |              |              |              |              |  |  |                      |                      |                      |                      |                      |                      |  |  |             |             |             |             |             |             |  |  |               |               |               |               |               |               |  |  |               |               |               |               |               |               |  |  |                |                |                |                |                |                |  |  |                       |                       |                       |                       |                       |                       |  |  |             |             |             |             |                |                |                |                |                |                |             |             |             |             |  |  |                      |                      |                      |                      |                      |                      |               |               |               |               |            |            |            |            |  |  |  |  |  |  |  |  |  |  |  |  |  |  |  |  |  |  |  |  |  |  |  |  |  |  |  |  |  |  |  |  |  |  |  |  |  |  |  |  |  |  |  |  |  |  |  |  |  |  |  |  |  |  |  |  |  |  |  |  |  |  |
| Wang Huaiqing   | Wang Huaiqing   | Wang Huaiqing   | Wang Huaiqing   | Wang Huaiqing   | Wang Huaiqing   |             |             | Tian Zhongyou          | Tian Zhongyou          | Tian Zhongyou          | Tian Zhongyou          | Tian Zhongyou          | Tian Zhongyou          |              |              | Li Shun      | Li Shun      | Li Shun      | Li Shun      | Li Shun      | Li Shun      |  |  |              |              |              |              |              |              |  |  | Cao Kun 曹錕         | Cao Kun 曹錕         | Cao Kun 曹錕         | Cao Kun 曹錕         | Cao Kun 曹錕         | Cao Kun 曹錕         |  |  |             |             |             |             |             |             |  |  |               |               |               |               |               |               |  |  |               |               |               |               |               |               |  |  |                |                |                |                |                |                |  |  |                       |                       |                       |                       |                       |                       |  |  |             |             |             |             | Chen Guangyuan | Chen Guangyuan | Chen Guangyuan | Chen Guangyuan | Chen Guangyuan | Chen Guangyuan |             |             |             |             |  |  |                      |                      |                      |                      | Wang Zhanyuan        | Wang Zhanyuan        | Wang Zhanyuan | Wang Zhanyuan | Wang Zhanyuan | Wang Zhanyuan |            |            |            |            |  |  |  |  |  |  |  |  |  |  |  |  |  |  |  |  |  |  |  |  |  |  |  |  |  |  |  |  |  |  |  |  |  |  |  |  |  |  |  |  |  |  |  |  |  |  |  |  |  |  |  |  |  |  |  |  |  |  |  |  |  |  |
| Wang Huaiqing   | Wang Huaiqing   | Wang Huaiqing   | Wang Huaiqing   | Wang Huaiqing   | Wang Huaiqing   |             |             | Tian Zhongyou          | Tian Zhongyou          | Tian Zhongyou          | Tian Zhongyou          | Tian Zhongyou          | Tian Zhongyou          |              |              | Li Shun      | Li Shun      | Li Shun      | Li Shun      | Li Shun      | Li Shun      |  |  |              |              |              |              |              |              |  |  | Cao Kun 曹錕         | Cao Kun 曹錕         | Cao Kun 曹錕         | Cao Kun 曹錕         | Cao Kun 曹錕         | Cao Kun 曹錕         |  |  |             |             |             |             |             |             |  |  |               |               |               |               |               |               |  |  |               |               |               |               |               |               |  |  |                |                |                |                |                |                |  |  |                       |                       |                       |                       |                       |                       |  |  |             |             |             |             | Chen Guangyuan | Chen Guangyuan | Chen Guangyuan | Chen Guangyuan | Chen Guangyuan | Chen Guangyuan |             |             |             |             |  |  |                      |                      |                      |                      | Wang Zhanyuan        | Wang Zhanyuan        | Wang Zhanyuan | Wang Zhanyuan | Wang Zhanyuan | Wang Zhanyuan |            |            |            |            |  |  |  |  |  |  |  |  |  |  |  |  |  |  |  |  |  |  |  |  |  |  |  |  |  |  |  |  |  |  |  |  |  |  |  |  |  |  |  |  |  |  |  |  |  |  |  |  |  |  |  |  |  |  |  |  |  |  |  |  |  |  |
|                 |                 |                 |                 |                 |                 |             |             |                        |                        |                        |                        |                        |                        |              |              |              |              |              |              |              |              |  |  |              |              |              |              |              |              |  |  |                      |                      |                      |                      |                      |                      |  |  |             |             |             |             |             |             |  |  |               |               |               |               |               |               |  |  |               |               |               |               |               |               |  |  |                |                |                |                |                |                |  |  |                       |                       |                       |                       |                       |                       |  |  |             |             |             |             |                |                |                |                |                |                |             |             |             |             |  |  |                      |                      |                      |                      |                      |                      |               |               |               |               |            |            |            |            |  |  |  |  |  |  |  |  |  |  |  |  |  |  |  |  |  |  |  |  |  |  |  |  |  |  |  |  |  |  |  |  |  |  |  |  |  |  |  |  |  |  |  |  |  |  |  |  |  |  |  |  |  |  |  |  |  |  |  |  |  |  |
|                 |                 |                 |                 |                 |                 |             |             | Yang Zhunbu            | Yang Zhunbu            | Yang Zhunbu            | Yang Zhunbu            | Yang Zhunbu            | Yang Zhunbu            |              |              | Gong Bangduo | Gong Bangduo | Gong Bangduo | Gong Bangduo | Gong Bangduo | Gong Bangduo |  |  | Qi Xieyuan   | Qi Xieyuan   | Qi Xieyuan   | Qi Xieyuan   | Qi Xieyuan   | Qi Xieyuan   |  |  | Wu Peifu 吳佩孚      | Wu Peifu 吳佩孚      | Wu Peifu 吳佩孚      | Wu Peifu 吳佩孚      | Wu Peifu 吳佩孚      | Wu Peifu 吳佩孚      |  |  | Cao Ying    | Cao Ying    | Cao Ying    | Cao Ying    | Cao Ying    | Cao Ying    |  |  | (Lu Jin)      | (Lu Jin)      | (Lu Jin)      | (Lu Jin)      | (Lu Jin)      | (Lu Jin)      |  |  | Wang Chengbin | Wang Chengbin | Wang Chengbin | Wang Chengbin | Wang Chengbin | Wang Chengbin |  |  | (Cai Chengxun) | (Cai Chengxun) | (Cai Chengxun) | (Cai Chengxun) | (Cai Chengxun) | (Cai Chengxun) |  |  | (Gong Bangduo)        | (Gong Bangduo)        | (Gong Bangduo)        | (Gong Bangduo)        | (Gong Bangduo)        | (Gong Bangduo)        |  |  | Wang Ruqin  | Wang Ruqin  | Wang Ruqin  | Wang Ruqin  | Wang Ruqin     | Wang Ruqin     |                |                | Zhou Yinren    | Zhou Yinren    | Zhou Yinren | Zhou Yinren | Zhou Yinren | Zhou Yinren |  |  | Sun Chuanfang 孫傳芳 | Sun Chuanfang 孫傳芳 | Sun Chuanfang 孫傳芳 | Sun Chuanfang 孫傳芳 | Sun Chuanfang 孫傳芳 | Sun Chuanfang 孫傳芳 |               |               | Li Jinshan    | Li Jinshan    | Li Jinshan | Li Jinshan | Li Jinshan | Li Jinshan |  |  |  |  |  |  |  |  |  |  |  |  |  |  |  |  |  |  |  |  |  |  |  |  |  |  |  |  |  |  |  |  |  |  |  |  |  |  |  |  |  |  |  |  |  |  |  |  |  |  |  |  |  |  |  |  |  |  |  |  |  |  |
|                 |                 |                 |                 |                 |                 |             |             | Yang Zhunbu            | Yang Zhunbu            | Yang Zhunbu            | Yang Zhunbu            | Yang Zhunbu            | Yang Zhunbu            |              |              | Gong Bangduo | Gong Bangduo | Gong Bangduo | Gong Bangduo | Gong Bangduo | Gong Bangduo |  |  | Qi Xieyuan   | Qi Xieyuan   | Qi Xieyuan   | Qi Xieyuan   | Qi Xieyuan   | Qi Xieyuan   |  |  | Wu Peifu 吳佩孚      | Wu Peifu 吳佩孚      | Wu Peifu 吳佩孚      | Wu Peifu 吳佩孚      | Wu Peifu 吳佩孚      | Wu Peifu 吳佩孚      |  |  | Cao Ying    | Cao Ying    | Cao Ying    | Cao Ying    | Cao Ying    | Cao Ying    |  |  | (Lu Jin)      | (Lu Jin)      | (Lu Jin)      | (Lu Jin)      | (Lu Jin)      | (Lu Jin)      |  |  | Wang Chengbin | Wang Chengbin | Wang Chengbin | Wang Chengbin | Wang Chengbin | Wang Chengbin |  |  | (Cai Chengxun) | (Cai Chengxun) | (Cai Chengxun) | (Cai Chengxun) | (Cai Chengxun) | (Cai Chengxun) |  |  | (Gong Bangduo)        | (Gong Bangduo)        | (Gong Bangduo)        | (Gong Bangduo)        | (Gong Bangduo)        | (Gong Bangduo)        |  |  | Wang Ruqin  | Wang Ruqin  | Wang Ruqin  | Wang Ruqin  | Wang Ruqin     | Wang Ruqin     |                |                | Zhou Yinren    | Zhou Yinren    | Zhou Yinren | Zhou Yinren | Zhou Yinren | Zhou Yinren |  |  | Sun Chuanfang 孫傳芳 | Sun Chuanfang 孫傳芳 | Sun Chuanfang 孫傳芳 | Sun Chuanfang 孫傳芳 | Sun Chuanfang 孫傳芳 | Sun Chuanfang 孫傳芳 |               |               | Li Jinshan    | Li Jinshan    | Li Jinshan | Li Jinshan | Li Jinshan | Li Jinshan |  |  |  |  |  |  |  |  |  |  |  |  |  |  |  |  |  |  |  |  |  |  |  |  |  |  |  |  |  |  |  |  |  |  |  |  |  |  |  |  |  |  |  |  |  |  |  |  |  |  |  |  |  |  |  |  |  |  |  |  |  |  |
|                 |                 |                 |                 |                 |                 |             |             |                        |                        |                        |                        |                        |                        |              |              |              |              |              |              |              |              |  |  |              |              |              |              |              |              |  |  |                      |                      |                      |                      |                      |                      |  |  |             |             |             |             |             |             |  |  |               |               |               |               |               |               |  |  |               |               |               |               |               |               |  |  |                |                |                |                |                |                |  |  |                       |                       |                       |                       |                       |                       |  |  |             |             |             |             |                |                |                |                |                |                |             |             |             |             |  |  |                      |                      |                      |                      |                      |                      |               |               |               |               |            |            |            |            |  |  |  |  |  |  |  |  |  |  |  |  |  |  |  |  |  |  |  |  |  |  |  |  |  |  |  |  |  |  |  |  |  |  |  |  |  |  |  |  |  |  |  |  |  |  |  |  |  |  |  |  |  |  |  |  |  |  |  |  |  |  |
| (Zhang Chigong) | (Zhang Chigong) | (Zhang Chigong) | (Zhang Chigong) | (Zhang Chigong) | (Zhang Chigong) |             |             | (Sun Chuanfang 孫傳芳) | (Sun Chuanfang 孫傳芳) | (Sun Chuanfang 孫傳芳) | (Sun Chuanfang 孫傳芳) | (Sun Chuanfang 孫傳芳) | (Sun Chuanfang 孫傳芳) |              |              | Yan Chitang  | Yan Chitang  | Yan Chitang  | Yan Chitang  | Yan Chitang  | Yan Chitang  |  |  | Dun Zhengguo | Dun Zhengguo | Dun Zhengguo | Dun Zhengguo | Dun Zhengguo | Dun Zhengguo |  |  | Peng Shouxin         | Peng Shouxin         | Peng Shouxin         | Peng Shouxin         | Peng Shouxin         | Peng Shouxin         |  |  | Zhang Fulai | Zhang Fulai | Zhang Fulai | Zhang Fulai | Zhang Fulai | Zhang Fulai |  |  | Jin Yune      | Jin Yune      | Jin Yune      | Jin Yune      | Jin Yune      | Jin Yune      |  |  | Xiao Yaonan   | Xiao Yaonan   | Xiao Yaonan   | Xiao Yaonan   | Xiao Yaonan   | Xiao Yaonan   |  |  | Yang Qingchen  | Yang Qingchen  | Yang Qingchen  | Yang Qingchen  | Yang Qingchen  | Yang Qingchen  |  |  | (Feng Yuxiang 馮玉祥) | (Feng Yuxiang 馮玉祥) | (Feng Yuxiang 馮玉祥) | (Feng Yuxiang 馮玉祥) | (Feng Yuxiang 馮玉祥) | (Feng Yuxiang 馮玉祥) |  |  | (Hu Jingyi) | (Hu Jingyi) | (Hu Jingyi) | (Hu Jingyi) | (Hu Jingyi)    | (Hu Jingyi)    |                |                | (Sun Yo)       | (Sun Yo)       | (Sun Yo)    | (Sun Yo)    | (Sun Yo)    | (Sun Yo)    |  |  |                      |                      |                      |                      |                      |                      |               |               |               |               |            |            |            |            |  |  |  |  |  |  |  |  |  |  |  |  |  |  |  |  |  |  |  |  |  |  |  |  |  |  |  |  |  |  |  |  |  |  |  |  |  |  |  |  |  |  |  |  |  |  |  |  |  |  |  |  |  |  |  |  |  |  |  |  |  |  |

## Historia

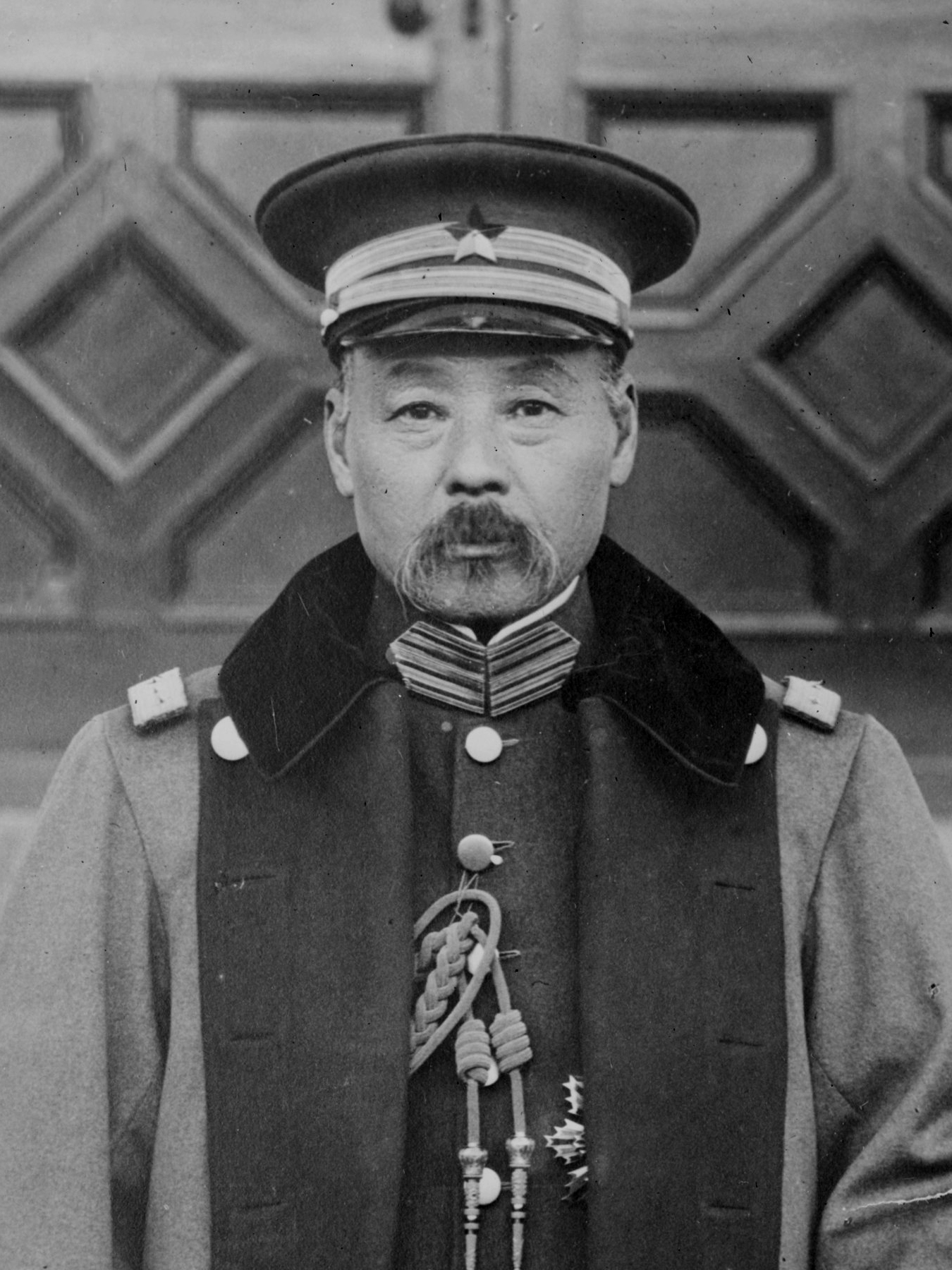
Feng Guozhang, uno de los principales protegidos de Yuan Shikai y presidente de la república, formó con sus partidarios la camarilla.

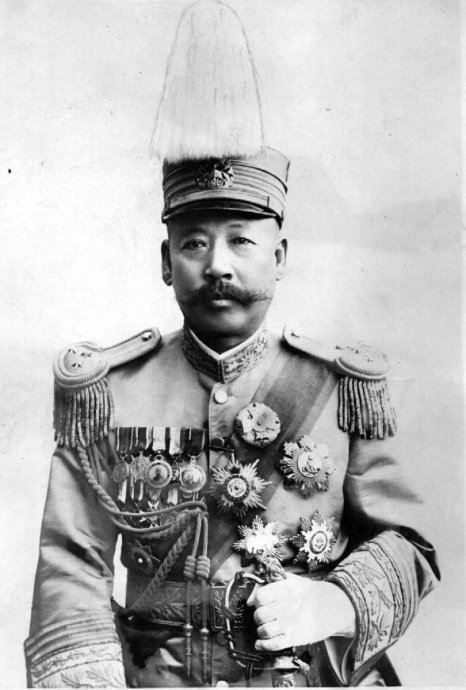
Cao Kun, caudillo militar que, tras respaldar a Duan, se enfrentó a él tomando el mando de la camarilla tras el retiro de Feng a finales de 1918.

La camarilla se fundó en 1918 para defender sus intereses frente a la camarilla rival de Anfu (también conocida como de Anhui), encabezada por Duan Qirui.
Tras la muerte de Feng en 1919, el fundador, la primacía de la camarilla pasó a Cao Kun, más hábil e interesado en la política que en lo militar. Cao, sin embargo, mantuvo relaciones cordiales tanto con Feng como con Duan y solo rompió definitivamente con este en 1920. A Wu Peifu, el militar más poderoso del grupo, se le consideraba el heredero natural de Cao. Ambos dirigieron al resto de caudillos de la camarilla en los enfrentamientos de comienzos de los años veinte.

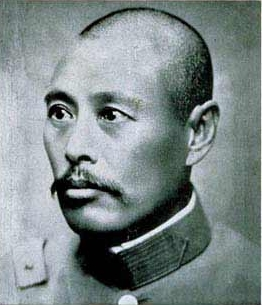
Wu Peifu, principal militar de la camarilla y su figura central al final de su apogeo a mediados de los años 1920. Aunque teóricamente subordinado a Cao Kun, mantuvo con él duras disputas.

Entre 1920, cuando la camarilla derrotó a Duan y redujo grandemente el poder de su camarilla, y 1922 cuando logró derrotar al cacique de Manchuria Zhang Zuolin en la Primera Guerra Zhili-Fengtian, la camarilla compartió el control del norte de China con este. Entre 1922 y 1924 su control del norte del país se afianzó, mandando 19 de las 26 divisiones del antiguo Ejército de Beiyang, las mejores unidades militares de la nación.
A finales de 1922 Cao Kun recibió el respaldo de los principales caudillos de la camarilla para expulsar al gobierno controlado por Wu Peifu y sustituirlo por uno que le fuese fiel. En el otoño de 1923, este apoyo le permitió comprar la presidencia del país, a pesar de la oposición general, incluida la de Wu. Para entonces la división interna entre los partidarios de Cao y sus adversarios era tan grande que solo la amenaza de Zhang Zuolin mantuvo unido al grupo.
La derrota de la camarilla en la segunda guerra Zhili-Fengtian a causa de la traición de Feng Yuxiang puso fin a la disputa entre Cao y Wu por el poder en la camarilla, a la vez que fragmentaba esta en grupúsculos aliados efímeramente, con acuerdos cambiantes entre unos caudillos menores y otros, incapaces todos de lograr el control sobre los demás.
La huida de Wu al sur tras su derrota a manos de Zhang y Feng le llevó a intentar reunir los ejércitos de los caudillos menores de la camarilla para realizar un contraataque desde el sur. Estos, sin embargo, dudaron en enfrentarse a los vencedores de la guerra y al principio se limitaron a acoger a Wu, sin prestarle apoyo militar, reconociendo la presidencia de Duan Qirui como gesto de conciliación hacia aquellos. Xiao Yaonan (Wade-Giles, Hsiao Yao-nan), antiguo subordinado se negó a darle asilo ante la amenaza de conflicto con el gobierno. Wu se retiró a una montaña mientras el resto de caudillos de la camarilla se distanciaban de él y trataban de ganarse el favor del nuevo gobierno de Pekín.
El avance de las tropas de Feng en Henan, que tenía por objetivo expulsar a los restos del ejército de Wu y extender su poder, se consideró en el sur como una amenaza que hizo cambiar de parecer a los caciques militares de Zhili: se decidieron a apoyar a Wu para frenar el avance de las tropas de Feng hacia el sur. En febrero de 1925 algunos de los caudillos de las provincias del sur le invitaron a salir de su retiro y en marzo tomó la dirección de una nueva alianza de provincias, al comienzo débil.